# Fort Riley
Fort Riley är en ort (CDP) i Geary County, och  Riley County, i Kansas. Enligt United States Census Bureau har orten en folkmängd på 7 761 invånare (2010) och en landarea på 13 km².